# 三日月マンハッタン
三日月マンハッタン（みかづきマンハッタン）は、松竹芸能に所属するお笑いコンビ。

## メンバー
- 又吉隆行（またよし たかゆき、1982年4月18日（42歳） - ）ボケ担当

沖縄県宜野湾市出身。血液型はO型。身長168cm、体重58kg、靴のサイズ26.5cm。
沖縄出身の1つ年下の一般女性と2016年8月に結婚。
- 仲嶺巧（なかみね たくみ、1982年8月16日（42歳） - ）ツッコミ担当

沖縄県宜野湾市出身。血液型はO型。身長181cm、体重65kg、靴のサイズ27cm。
お笑いクイズの達人で、「仲嶺のお笑いクイズランド」というライブを不定期で主催する。
「一発で決まるじゃんけん」の考案者。
『こちら葛飾区亀有公園前派出所』の大ファン。物語のネタになった物等を全て把握しており、『アメトーーク!』の「こち亀芸人」に出演し、「宇宙人」、「ゆで卵」等お題を出してもらい「こち亀にあります」と全て扱われた話を簡潔に解説した。

## 来歴
両者ともに沖縄県出身。2002年5月結成。2007年までは沖縄の芸能事務所「オリジン」に所属していた。
2008年3月に上京。フリーだった期間を経て、松竹芸能所属となる。
M-1グランプリ2010では、準々決勝まで進出。敗者復活戦にも出場。THE MANZAIでは2013年、2014年と認定漫才師に選ばれる。THE SECOND 〜漫才トーナメント〜ではノックアウトステージ16→8まで進出。
M-1グランプリは結成15年経った2017年を以って出場資格が無くなったため、これ以後は他の芸人と即席ユニットを組んでの出場を継続しており、2018年は『三明（さんあかるい）マンハッタン』（二人と池城淳とのトリオ）、『月に惑星』（仲嶺とジョリー惑星とのトリオ）、『松嶺』（仲嶺と松原タニシとのコンビ）、『Rocky's』（仲嶺とRocky石井とのコンビ）、2019年は『三日月ハマンハッタン』（二人と浜村凡平とのトリオ）、『月娘』（仲嶺とてるてる娘とのトリオ）、2021年には『三日月ヶ浜』（浜村とのトリオ）でそれぞれ出場している。『三日月ヶ浜』は準々決勝まで進出した。

## エピソード
- コンビ揃って風貌がななまがりと似ており、ななまがりの単独ライブに偽物としてゲスト出演したことがある。

## 賞レースでの戦績

### M-1グランプリ
| 年度   | 結果         | エントリー No. | 会場                       | 日時           | 備考                     |
| ------ | ------------ | -------------- | -------------------------- | -------------- | ------------------------ |
| 2004年 | 2回戦進出    |                | パナソニックセンター東京   | 2004年11月3日  |                          |
| 2005年 | 2回戦進出    |                | パナソニックセンター東京   | 2005年11月6日  |                          |
| 2006年 | 1回戦敗退    |                | TOKYO FM HALL              | 2006年9月3日   |                          |
| 2007年 | 1回戦敗退    |                | TEPCOホール                | 2007年10月27日 |                          |
| 2008年 | 3回戦進出    |                | ルミネtheよしもと          | 2008年11月14日 |                          |
| 2009年 | 3回戦進出    |                | ラフォーレミュージアム原宿 | 2009年11月7日  |                          |
| 2010年 | 準々決勝進出 |                | メルパルクホールTOKYO      | 2010年12月3日  | 敗者復活戦出場、予選41位 |
| 2015年 | 3回戦進出    | 915            | ルミネtheよしもと          | 2015年10月23日 |                          |
| 2016年 | 3回戦進出    | 1830           | ルミネtheよしもと          | 2016年10月27日 |                          |
| 2017年 | 準々決勝進出 | 1839           | 浅草公会堂                 | 2017年11月3日  | ラストイヤー             |

#### ユニット（三日月ハマンハッタン・三日月ヶ浜として）
| 年度   | 結果         | エントリー No. | コンビ名             | 会場                       | 日時           | 備考         |
| ------ | ------------ | -------------- | -------------------- | -------------------------- | -------------- | ------------ |
| 2019年 | 2回戦進出    | 2723           | 三日月ハマンハッタン | 雷5656会館ときわホール     | 2019年10月20日 |              |
| 2020年 | 1回戦敗退    | 3165           | 三日月ハマンハッタン | シダックスカルチャーホール | 2020年9月30日  |              |
| 2021年 | 準々決勝進出 | 3465           | 三日月ヶ浜           | ルミネtheよしもと          | 2021年11月17日 |              |
| 2022年 | 2回戦進出    | 3079           | 三日月ヶ浜           | 雷5656会館ときわホール     | 2022年10月19日 | 1回戦2位通過 |
| 2023年 | 3回戦進出    | 3991           | 三日月ヶ浜           | KANDA SQUARE HALL          | 2023年11月8日  |              |

### その他
- 2012年 第33回ABCお笑いグランプリ 4位
- 2013年 THE MANZAI 認定漫才師
- 2014年 THE MANZAI 認定漫才師
- 2023年 THE SECOND 〜漫才トーナメント〜 ノックアウトステージ16→8進出
- 2023年 ツギクル芸人グランプリ2023 決勝進出[20]

## 出演

### テレビ
- オンバト+（NHK総合）戦績0勝1敗 最高261KB
- 郷土劇場『oh!笑いけんさんぴん』（沖縄テレビ放送）
- 新春!oh笑い O-1グランプリ（沖縄テレビ放送）
- 笑ってイージャン（琉球放送）
- 出たい! 作りたい! 局員大集合!!（あっ!とおどろく放送局） - 2008年9月27日
- 爆笑レッドシアター（フジテレビ） - 2010年1月13日
- エンタの神様 未公開ネタ大連発SP!!（日本テレビ）- 2010年3月6日 キャッチコピーは「止まらないボケラッシュ」
- あらびき団（TBSテレビ） - 2010年3月17日
- いつみても波瀾万丈（日本テレビ） - 再現VTRに出演
- ますだおかだの出たぁトコ勝負!（ファミリー劇場）
- お笑い図鑑 ハマヌキ（tvk） - 2010年4月26日
- 新春ゴールデンカーペット（フジテレビ系、2011年1月1日） - キャッチコピーは「輝け笑いの摩天楼」。
- おはスタ（テレビ東京） - 2013年11月27日、『ひなこ姫を起こせ!』に出演
- 大堀商事小島事業部新人山根（2018年11月18日、12月16日、アイドル専門チャンネルPigoo）
- 笑点（日本テレビ、2025年1月26日） - 演芸コーナーに出演

### ラジオ
- タイフーンfm「オリジンアワー」水曜日（～2008 レギュラー出演）
- ネットラジオ　三日月マンハッタンの「圧倒的閃き」（2008～）

### ライブ
- 喜笑転結（オリジンお笑いライブ）
- 関東ゲラゲラジム（松竹若手ライブ）
- S.Q.F（渋谷オーブ）音楽ライブだが、出番前のつなぎを担当。

他